# Zofia Jancewicz
Zofia Jancewicz (ur. w 1923, zm. 1 marca 2019) – polska anglistka prof. dr hab.

## Życiorys
Urodziła się w 1923. Uzyskała stopień doktora habilitowanego, a potem została zatrudniona na stanowisku docenta w Instytucie Lingwistyki Stosowanej na Wydziale Lingwistyki Stosowanej Uniwersytetu Warszawskiego. Otrzymała nominację na profesora nadzwyczajnego w Lingwistycznej Szkole Wyższej w Warszawie.
Później objęła funkcję prorektora w Lingwistycznej Szkole Wyższej w Warszawie. Zmarła 1 marca 2019.